# Doeringiella crinita
Doeringiella crinita är en biart som beskrevs av Roig-alsina 1989. Doeringiella crinita ingår i släktet Doeringiella och familjen långtungebin. Inga underarter finns listade i Catalogue of Life.